# Голос минувшаго
«Голос минувшего» (Голос минулого, «Голосъ минувшаго») — російський журнал історії та історії літератури ліберально-народницького напряму.
Видавався в Москві (1913—1923). До 1919 року видавався щомісяця, потім виходив нерегулярно (всього 65 номерів). У 1926—1928 роках видавався в Парижі під назвою «Голос минулого на чужій стороні».

## Тематична спрямованість
Журнал «Голос минулого» — зразок ліберальних поглядів до- і після-революційної Росії. Лібералізм редакції виказувався в «безпартійності» публікацій, які поєднали різноманітні соціальні погляди.
За задумом творців — друковані матеріали повинні були поєднувати три основні якості: науковість, цікавість і доступність. Це привернуло до числа читачів широкі кола російської інтелігенції.
На сторінках журналу уживалися статті релігійних діячів і атеїстичні публікації, а також роботи авторів-ідеалістів і матеріалістів, більшовиків і меншовиків.

## Творці журналу
Заснували видання В. І. Семевський і С. П. Мельгунов.
З 1905 року В. І. Семевский ідеологічно приєднався до ліберально-народницького руху, друкувався в багатьох журналів на цю тему. У 1906 р він створив Трудову народно-соціалістичну партію («трудовики», «енеси»).

У 1913 році Василь Іванович, нарешті, зумів втілити свою мрію про створення власного історичного журналу. Таким і стає щомісячник «Голос минулого». Однак, восени 1916 Семевський раптово помер і справу видання журналу продовжив його соратник Мельгунов.
Мельгунов мав вкрай негативне ставлення до Жовтневої революції 1917 року і відкрито закликав російську інтелігенцію об'єднатися проти більшовизму. Ця боротьба стала головною метою в житті Мельгунова і стала причиною його висилки з більшовицької Росії за кордон.
До редакційної колегії входили: історик, літературознавець, доктор мистецтвознавства О. К. Дживілегов і літературознавець П. М. Сакулін.

## В еміграції
За кордоном видавці продовжили випуск журналу: з 1924 року в Берліні у вигляді неперіодичних збірників «На чужині» під редакцією Сергія Мельгунова, а з 1925 року — в Празі, вже під редакцією В. О. Мякотіна. За ці два роки в світ вийшли 13 номерів. З 1926 року редакція переноситься в Париж, а журнал продовжує видаватися під назвою «Голос минулого на чужій стороні» (редакція С. Мельгунова і Т. І. Полнер).
В еміграції журнал приділяв основну увагу громадянській війні в Росії, описував червоний терор, публікував міфічні «протоколи надзвичайного стану» тощо. І в той же час, на сторінках «Голосу минулого на чужій стороні» крім політичних тем публікувалися історичні та літературні нариси. Незважаючи на затребуваність і актуальність видання, у Франції ентузіазм редакторів журналу швидко вичерпується: у 1927—1928 роках вийшло всього по одній книзі. У 1929 році «Голос минулого» замовкає остаточно.